# Rybnyky
Rybnyky (ukrainisch Рибники) ist ein Dorf in der Ukraine in der Landgemeinde Sarantschukiwska des Rajons Ternopil, Oblast Ternopil. Es liegt am Fluss Solota Lypa im Westen des Rajons.
Bis zum 10. August 2017 war es das Zentrum des gleichnamigen Dorfes, dem auch das Dorf Nowa Hreblja unterstellt war. Gemäß dem Erlass des Ministerkabinetts der Ukraine vom 12. Juni 2020 Nr. 724-r „Über die Festlegung von Verwaltungszentren und die Genehmigung von Gebieten der Gebietskörperschaften der Oblast Ternopil“ (Про визначення адміністративних центрів та затвердження територій територіальних громад Тернопільської області) wurde es Teil der Landgemeinde Sarantschukiwska.
Die Einwohnerzahl im Jahr 2007 betrug 273 Personen, im Jahr 2014 war die Einwohnerzahl auf 267 Personen zurückgegangen. Es gibt 117 Höfe.

## Geographie

### Klima
Das Dorf hat ein gemäßigt kontinentales Klima. Die Fischzuchtbetriebe befinden sich im „kalten Podillien“, der kältesten Region der Oblast Ternopil.

## Geschichte
Das Dorf ist seit dem 17. Jahrhundert bekannt.
Es gab Gesellschaften wie die Proswita, die Agrarier, die Union der ukrainischen Frauen, die Ridna Schkola und Genossenschaften.
Nach der Auflösung des Rajons Bereschany am 19. Juli 2020 wurde das Dorf Teil des Rajons Ternopil.

## Religion
- Die Kirche der Geburt der Heiligen Jungfrau Maria (1881) und die Kirche der Darstellung der Jungfrau Maria (1990er Jahre)
- Kapelle
- Gedenkkreuz zu Ehren der Abschaffung der Leibeigenschaft im Jahr 1848.

Im Mai 2015 wurde die Pfarrei der UAOC Mariä Geburt Teil der UOC-KP.

## Sehenswürdigkeiten
Ein symbolisches Grab für die Kämpfer für die Freiheit der Ukraine wurde zugeschüttet.

## Sozialer Bereich
Es gibt eine Sekundarschule der ersten Stufe, einen Club, eine Bibliothek, einen ländlichen Gesundheitsposten, ein Postamt und eine Handelseinrichtung.

## Bekannte Leute

### Geboren
- Mychajlo Juseniw (1921–1994), Persönlichkeit des öffentlichen Lebens in der Diaspora
- Teodosij Leschohubskyj (1869–1919), Priester der Ukrainischen griechisch-katholischen Kirche